# Micronia thibetaria
Micronia thibetaria är en fjärilsart som beskrevs av Gustave Arthur Poujade 1895. Micronia thibetaria ingår i släktet Micronia och familjen Uraniidae. Inga underarter finns listade i Catalogue of Life.